# Meg Ryan
Meg Ryan, pseudonimo di Margaret Mary Emily Anne Hyra (Fairfield, 19 novembre 1961), è un'attrice, regista, produttrice cinematografica e produttrice televisiva statunitense.
Soprannominata dai media la "fidanzata d'America", è diventata una delle star più ricercate di Hollywood dell'ultimo decennio.
Celebre come protagonista di molte commedie romantiche, ha debuttato sul grande schermo nel 1981 con il film Ricche e famose, continuando a recitare nei film cult Top Gun (1986) e Harry ti presento Sally (1989), per il quale ha ottenuto la sua prima candidatura al Golden Globe. Attrice prolifica negli anni '90 e 2000, Ryan è apparsa in Joe contro il vulcano (1990), The Doors (1991),  Omicidi di provincia (1993),  Genio per amore (1994), French Kiss (1995), Il coraggio della verità (1996),  Innamorati cronici (1997), Bugie, baci, bambole & bastardi (1998), City of Angels - La città degli angeli (1998), Rapimento e riscatto (2000), Kate & Leopold (2001), In the Cut (2003) e  The Women (2008). Ha ricevuto altre due ulteriori candidature al Golden Globe come migliore attrice in un film commedia o musicale per Insonnia d'amore (1993) e C'è posta per te (1993) e una candidatura allo Screen Actors Guild Award come migliore attrice cinematografica per Amarsi (1994).
Nel 2015 ha debuttato alla regia con il film Ithaca - L'attesa di un ritorno, in cui ha anche recitato. In seguito è tornata sul grande schermo e alla regia con la commedia romantica Coincidenze d'amore (2023).

## Biografia
Figlia di Susan Jordan (nata Duggan), ex insegnante di inglese, attrice, e direttrice casting, e Harry Hyra, insegnante di matematica, quando era piccola veniva chiamata "Peggy" (come la nonna). I suoi genitori divorziarono quando lei aveva 15 anni. Ha due sorelle, Dana e Annie, e un fratello, Andrew.
Meg Ryan è stata cresciuta con insegnamenti cattolici e ha frequentato la Saint Pius X Elementary School a Fairfield, dove insegnava anche sua madre. La madre della Ryan lavorò in uno spot pubblicitario e in seguito lavorò brevemente come direttrice del casting a New York. La donna incoraggiò Meg a intraprendere la carriera di attrice e, grazie alle conoscenze della madre, all'età di 18 anni firmò il suo primo contratto per lo spot pubblicitario di un deodorante.
Si diplomò al Bethel High School nel Connecticut nel 1979, dove venne eletta anche reginetta dell'anno. In seguito studiò giornalismo all'università del Connecticut per poi trasferirsi a quella di New York, dove contemporaneamente poté continuare a lavorare in alcuni spot televisivi. Il successo ottenuto con il lavoro le permise di abbandonare gli studi.

### Carriera
Esordisce al cinema nel 1981 con il film Ricche e famose, dopodiché interpreta il ruolo di Betsy Stewart nella soap opera Così gira il mondo (1982-1984). In seguito a questa esperienza lavora in diversi film per la televisione, e ottiene una parte nell'horror Amityville 3D. Nel 1986 recita in Top Gun, pellicola di grande successo, e successivamente appare in Terra promessa (1987), che le vale una candidatura agli Independent Spirit Awards. Recita inoltre nei film D.O.A. - Dead on Arrival e Il presidio - Scena di un crimine.
Il successo definitivo giunge nel 1989, quando le viene offerto il ruolo di Sally nella commedia brillante Harry, ti presento Sally..., al fianco di Billy Crystal. Il film sbanca il botteghino, incassando solo negli Stati Uniti 90 milioni di dollari. La Ryan ottiene una candidatura al Golden Globe e la sua interpretazione è particolarmente ricordata per la scena in cui simula un rumoroso orgasmo in un ristorante. Dopo aver lavorato in The Doors e Doppia anima, entrambi discreti successi al botteghino, Nora Ephron (la sceneggiatrice di Harry, ti presento Sally...), la vuole nuovamente con sé per il film Insonnia d'amore, al fianco di Tom Hanks, con cui l'attrice aveva già lavorato in Joe contro il vulcano.

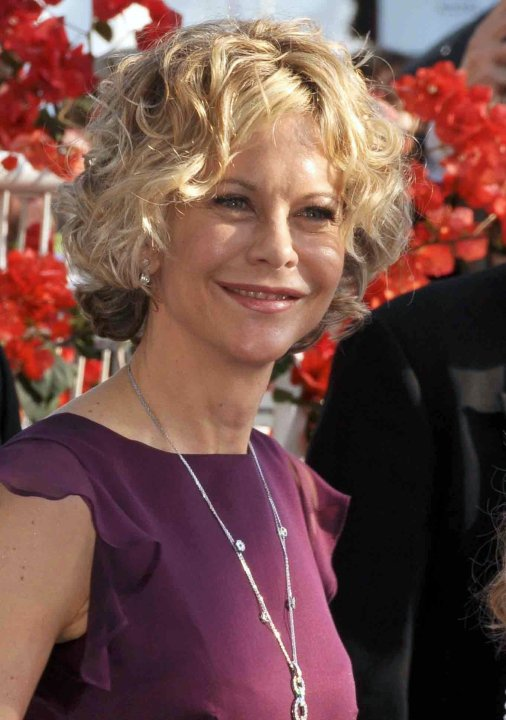
Meg Ryan al Festival di Cannes 2010

Il film è un successo planetario di critica e pubblico e incassa 230 milioni di dollari in tutto il mondo (125 milioni solo negli Stati Uniti). La performance della Ryan è premiata con la seconda candidatura al Golden Globe. Soprannominata, con un malcelato disprezzo, "La fidanzatina d'America" dalla stampa specializzata, che evidentemente non la considera in grado di andare oltre le commedie romantiche, l'attrice cerca di sfuggire allo stereotipo lavorando in Amarsi, un film drammatico in cui interpreta il ruolo di un'alcolizzata. La pellicola è accolta bene dalla critica e le vale la candidatura come miglior attrice protagonista allo Screen Actors Guild Awards, il prestigioso premio del sindacato degli attori.
Negli anni successivi torna alla commedia con French Kiss (1995) che, pur non ricevendo grandi consensi di critica, ottiene buoni riscontri al botteghino, e con il meno fortunato Genio per amore. Tra i suoi ruoli drammatici si ricorda invece quello ne Il coraggio della verità, con Denzel Washington, che ottiene ottimi riscontri di critica e di pubblico. Meno fortunati invece Restoration - Il peccato e il castigo e la commedia Innamorati cronici con Matthew Broderick. Nel 1997, l'attrice doppia la protagonista nel film di animazione Anastasia. Nel 1998 recita a fianco di Nicolas Cage in City of Angels - La città degli angeli, film che divide la critica ma ottiene un grande successo al botteghino incassando 200 milioni di dollari in tutto il mondo e 80 solo negli Stati Uniti.
Sempre del 1998 è C'è posta per te, la sua terza collaborazione con Tom Hanks e con la regia di Nora Ephron, in cui viene ricomposto il trio che cinque anni prima aveva decretato il successo di Insonnia d'amore. Il film è apprezzato dalla critica e ha un enorme successo al botteghino, con 250 milioni di dollari incassati in tutto il mondo e 115 milioni solo negli Stati Uniti. La Ryan ottiene la sua terza, e ad oggi ultima, candidatura al Golden Globe. Meno fortunato invece Bugie, baci, bambole & bastardi, a fianco di Sean Penn e Kevin Spacey.
Dal 2000 le apparizioni dell'attrice si sono via via diradate. Nel 2000 collabora nuovamente con Nora Ephron nella commedia Avviso di chiamata, dove recita al fianco di Diane Keaton e Walter Matthau. Contrariamente alle precedenti collaborazioni con la regista, stavolta il film è stroncato dalla critica e si rivela un clamoroso fiasco al botteghino. Sempre nello stesso anno recita a fianco di Russell Crowe in Rapimento e riscatto di Taylor Hackford. Il film fa parlare più per il flirt sul set tra i due protagonisti, secondo alcuni una delle cause della fine del matrimonio tra la Ryan e Dennis Quaid, che non per la performance, decisamente deludente, al botteghino.
Ritorna alla commedia con Kate & Leopold a fianco di Hugh Jackman che, con 75 milioni di dollari incassati nel mondo e 48 negli Stati Uniti, risulta essere il maggior successo di Meg Ryan nel nuovo millennio. Negli anni successivi tenta ruoli più adulti come nel thriller erotico In the Cut, diretto da Jane Campion, e in Against the Ropes, in cui interpreta la storica manager di boxe Jackie Kallen. Entrambi i film vengono stroncati dalla critica e si rivelano due clamorosi fiaschi al botteghino. 
Dopo una lunga pausa, ritorna alla commedia nel 2007 con Il bacio che aspettavo, a fianco di Adam Brody e Kristen Stewart. Successivamente è tra le protagoniste di The Women (2008), remake di Donne di George Cukor, insieme a Eva Mendes e Annette Bening. Le due commedie ottengono un discreto successo al botteghino ma sono stroncate dalla critica, così come i successivi tentativi di autodirigersi in Ithaca - L'attesa di un ritorno (2015) e Coincidenze d'amore (2023).
Complessivamente il cambio di millennio non è stato salutare per la carriera di Meg Ryan, che da dopo C'è posta per te ha visto rapidamente scemare il consenso di critica e pubblico che l'avevano resa una delle icone di Hollywood negli anni novanta.

## Vita privata
Nel 1994 è stata votata come una delle "50 più belle persone del mondo" dalla rivista People.
Ha avuto una relazione di un anno con l'attore Anthony Edwards, conosciuto sul set di Top Gun. Il 14 febbraio 1991 sposa l'attore Dennis Quaid, suo partner nel film Salto nel buio. La coppia ha avuto un figlio, Jack, nato il 24 aprile 1992, anche lui diventato attore. Divorziano il 16 luglio 2001. Nel gennaio 2006 l'attrice adotta Daisy True, una bambina cinese di un anno. Nel gennaio 2011 inizia una relazione con il cantante John Mellencamp, relazione che si conclude nel 2014; i due si sono riavvicinati poi nel 2017, per poi lasciarsi nuovamente.

## Filmografia

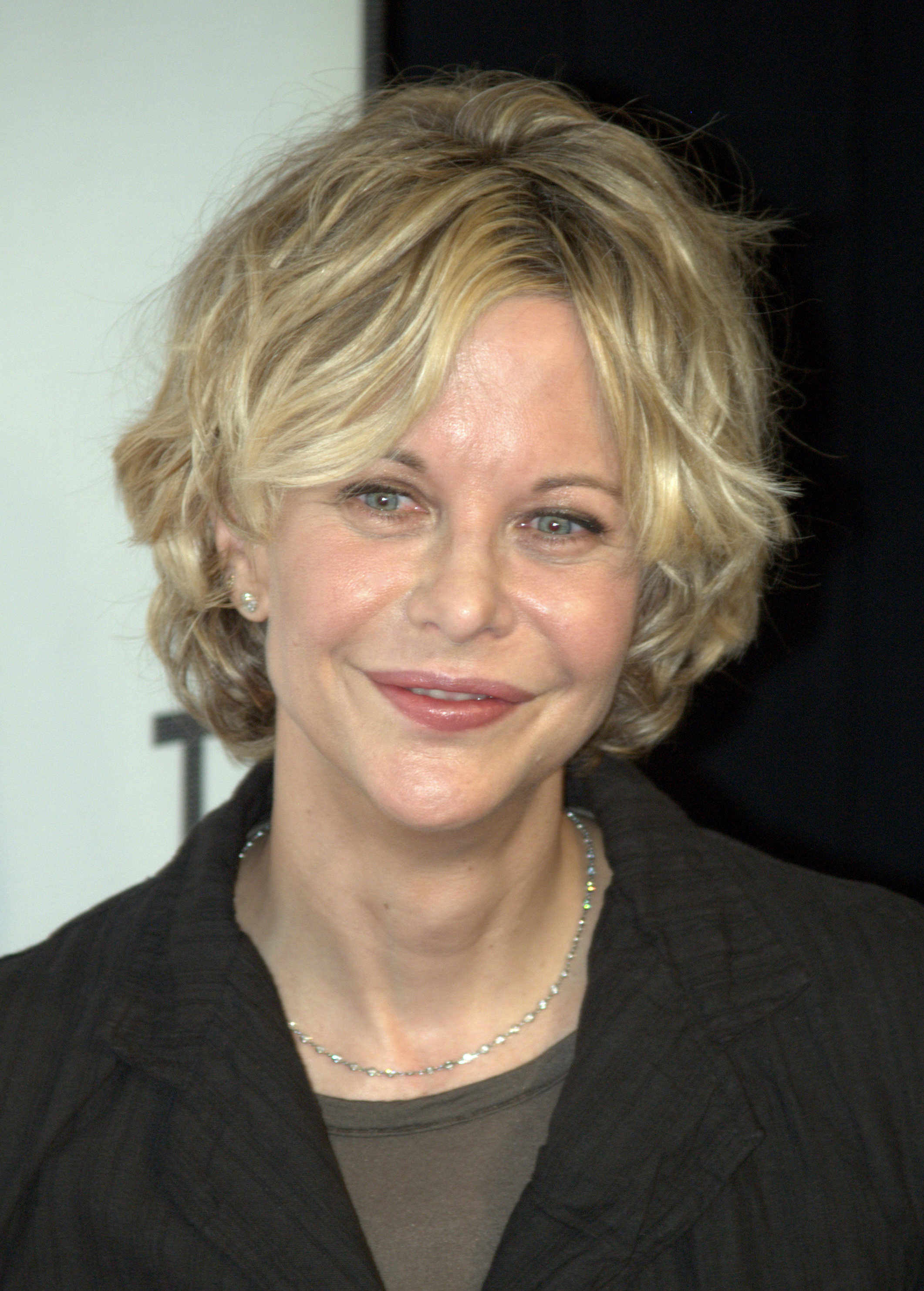
Meg Ryan al Tribeca Film Festival 2009

### Attrice

#### Cinema
- Ricche e famose (Rich and Famous), regia di George Cukor (1981)
- Amityville 3D (Amityville 3-D), regia di Richard Fleischer (1983)
- Top Gun, regia di Tony Scott (1986)
- Pazzi da legare (Armed and Dangerous), regia di Mark L. Lester (1986)
- Salto nel buio (Innerspace), regia di Joe Dante (1987)
- Terra promessa (Promised Land), regia di Michael Hoffman (1987)
- D.O.A. - Dead on Arrival (D.O.A.), regia di Rocky Morton e Annabel Jankel (1988)
- Il presidio - Scena di un crimine (The Presidio), regia di Peter Hyams (1988)
- Harry, ti presento Sally... (When Harry Met Sally...), regia di Rob Reiner (1989)
- Joe contro il vulcano (Joe Versus the Volcano), regia di John Patrick Shanley (1990)
- The Doors, regia di Oliver Stone (1991)
- Doppia anima (Prelude to a Kiss), regia di Norman René (1992)
- Insonnia d'amore (Sleepless in Seattle), regia di Nora Ephron (1993)
- Omicidi di provincia (Flesh and Bone), regia di Steve Kloves (1993)
- Amarsi (When a Man Loves a Woman), regia di Luis Mandoki (1994)
- Genio per amore (I.Q.), regia di Fred Schepisi (1994)
- French Kiss, regia di Lawrence Kasdan (1995)
- Restoration - Il peccato e il castigo (Restoration), regia di Michael Hoffman (1995)
- Il coraggio della verità (Courage Under Fire), regia di Edward Zwick (1996)
- Innamorati cronici (Addicted to Love), regia di Griffin Dunne (1997)
- City of Angels - La città degli angeli (City of Angels), regia di Brad Silberling (1998)
- Bugie, baci, bambole & bastardi (Hurlyburly), regia di Anthony Drazan (1998)
- C'è posta per te (You've Got Mail), regia di Nora Ephron (1998)
- Avviso di chiamata (Hanging Up), regia di Diane Keaton (2000)
- Rapimento e riscatto (Proof of Life), regia di Taylor Hackford (2000)
- Kate & Leopold, regia di James Mangold (2001)
- In the Cut, regia di Jane Campion (2003)
- Against the Ropes, regia di Charles S. Dutton (2004)
- Il bacio che aspettavo (In the Land of Women), regia di Jon Kasdan (2007)
- Love Shooting (The Deal - Sexy Backstage), regia di Steven Schachter (2008)
- Homeland Security (My Mom's New Boyfriend), regia di George Gallo (2008)
- The Women, regia di Diane English (2008)
- Serious Moonlight, regia di Cheryl Hines (2009)
- Ithaca - L'attesa di un ritorno (Ithaca), regia di Meg Ryan (2015)
- Coincidenze d'amore, regia di Meg Ryan (2023)

#### Televisione
- Un ragazzo come noi (One of the Boys) – serie TV (1982)
- ABC Afterschool Specials – serie TV, 1 episodio (1982)
- Così gira il mondo (As the World Turns) – serie TV, 2 episodi (1982)
- Baby Sitter (Charles in Charge) – serie TV, 2 episodi (1984-1985)
- Wildside – serie TV, 6 episodi (1985)
- Capitan Planet e i Planeteers (Captain Planet and the Planeteers) – serie TV, 12 episodi (1990)
- What's Going On? – serie TV, 1 episodio (2003)
- I Simpson – serie TV, 1 episodio (2007)
- Curb Your Enthusiasm – serie TV, 1 episodio (2009)
- Web Therapy – web serie, 3 episodi (2013)
- Web Therapy – serie TV, 2 episodi (2013)
- Ciak, si canta (Fan Girl), regia di Paul Jarret – film TV (2015)

### Doppiatrice
- Capitan Planet e i Planeteers (1990-1991)
- Anastasia, regia di Don Bluth e Gary Goldman (1997)
- Anastasia: Adventures with Pooka and Bartok (1999)

### Regista
Cinema
- Ithaca - L'attesa di un ritorno (Ithaca) (2015)
- Coincidenze d'amore (What Happens Later) (2023)

### Produttrice

#### Cinema
- French Kiss, regia di Lawrence Kasdan (1995)
- L'aurora boreale (Northern Lights), regia di Linda Yellen – film TV (1997)
- Lost Souls - La profezia (Lost Souls), regia di Janusz Kaminski (2001)
- Prima o poi mi sposo (The Wedding Planner), regia di Adam Shankman (2001)
- Desert Saints, regia di Richard Greenberg (2002)

## Riconoscimenti
- Golden Globe
  - 1990 – Candidatura alla miglior attrice in un film commedia o musicale per Harry, ti presento Sally...
  - 1994 – Candidatura alla miglior attrice in un film commedia o musicale per Insonnia d'amore
  - 1999 – Candidatura alla miglior attrice in un film commedia o musicale per C'è posta per te

- American Comedy Awards
  - 1990 – Attrice più divertente per Harry, ti presento Sally...
  - 1994 – Attrice più divertente per Insonnia d'amore
  - 1996 – Candidatura all'attrice più divertente per French Kiss
  - 1999 – Candidatura all'attrice più divertente per C'è posta per te

- David di Donatello
  - 1990 – Candidatura alla miglior attrice straniera per Harry, ti presento Sally...

- Bambi
  - 2008 – Miglior attrice internazionale per The Women

- Blockbuster Entertainment Awards
  - 1999 – Candidatura all'attrice preferita in un film drammatico/romantico per City of Angels - La città degli angeli
  - 1999 – Attrice preferita in un film commedia/romantico per C'è posta per te
  - 2001 – Candidatura all’attrice preferita in un film di suspense per Rapimento e riscatto
- Independent Spirit Awards
  - 1989 – Candidatura alla miglior attrice protagonista per Terra promessa

- MTV Movie Awards
  - 1994 – Candidatura alla miglior performance femminile per Insonnia d'amore
  - 1994 – Candidatura alla miglior coppia (condiviso con Tom Hanks) per Insonnia d'amore
  - 1995 – Candidatura alla miglior performance femminile per Amarsi
  - 1999 – Candidatura alla miglior coppia (condiviso con Nicolas Cage) per City of Angels - La città degli angeli

- Satellite Award
  - 1999 – Candidatura alla miglior attrice per C'è posta per te

- Saturn Award
  - 1999 – Candidatura alla miglior attrice protagonista per City of Angels - La città degli angeli

- Screen Actors Guild Award
  - 1995 – Candidatura alla miglior attrice protagonista per Amarsi

## Doppiatrici italiane
Nelle versioni in italiano dei suoi film, Meg Ryan è stata doppiata da:
- Claudia Razzi in French Kiss, Kate & Leopold, Against the Ropes, The Women, Love Shooting, Homeland Security, Ithaca - L'attesa di un ritorno, Coincidenze d'amore
- Cristina Boraschi in Salto nel buio, D.O.A. - Dead on Arrival, Insonnia d'amore, C'è posta per te, Avviso di chiamata, Serious Moonlight
- Isabella Pasanisi in Top Gun, Pazzi da legare, Il presidio - Scena di un crimine
- Giuppy Izzo in Ricche e famose, Restoration - Il peccato e il castigo
- Silvia Pepitoni in Harry, ti presento Sally..., Joe contro il vulcano
- Roberta Greganti in Innamorati cronici, Kate & Leopold (ridoppiaggio)
- Claudia Catani in City of Angels - La città degli angeli, Rapimento e riscatto
- Francesca Fiorentini in In the Cut, Il bacio che aspettavo
- Cristiana Lionello in Baby Sitter, Amarsi
- Emanuela Giordano in Così gira il mondo
- Beatrice Margiotti in Terra promessa
- Franca D'Amato in The Doors
- Antonella Baldini in Doppia anima
- Roberta Pellini in Omicidi di provincia
- Antonella Rendina in Genio per amore
- Alessandra Korompay in Il coraggio della verità
- Anna Cesareni in Bugie, baci, bambole & bastardi

Da doppiatrice è stata sostituita da:
- Paola Tedesco in Capitan Planet e i Planeteers
- Tosca in Anastasia
- Patrizia Mottola in Anastasia: Adventures with Pooka and Bartok